# Pap Ndiaye
Pap Ndiaye (Antony, 25 ottobre 1965) è un politico e storico francese.
Nel 2022 è stato nominato ministro dell'educazione nazionale francese nel governo di Élisabeth Borne. In precedenza è stato docente aggiunto presso l'École des hautes études en sciences sociales (EHESS) e poi professore di storia a Sciences Po.

## Biografia
Dopo aver studiato al Lycée Lakanal di Sceaux e nelle classi letterarie preparatorie del Lycée Henri-IV, nel 1986 entra all'École normale supérieure de Fontenay-Saint-Cloud e supera l'Agrégation d'histoire.
Dal 1991 al 1996 ha studiato all'Università della Virginia negli Stati Uniti d'America per preparare una tesi storica sull'azienda petrolchimica DuPont de Nemours.
Tornato in Francia, ha ottenuto un posto di docente presso l'École des hautes études en sciences sociales (EHESS) di Parigi, dove ha anche conseguito il dottorato. Nel 2012 è diventato infine professore di storia a Sciences Po a Parigi.
Nel 2021 è diventato direttore della Cité nationale de l'histoire de l'immigration a Parigi.
Nel 2022 è stato infine nominato nuovo ministro dell'educazione francese dal primo ministro Élisabeth Borne.